# Blue Skies (Cassandra Wilson)
Blue Skies è un album della cantante jazz Cassandra Wilson registrato nel febbraio del 1988 e pubblicato nello stesso anno.

## Tracce
1. Shall We Dance – 07:17 (Richard Rogers, Oscar Hammerstein
2. Polka Dots and Moonbeans – 05:43 (James van Heusen], Johnny Burke)
3. I've Grown Accustomed to His Face – 05:13 (Frederick Loewe, Alan Jay Lerner)
4. I Didn't Know What Time It was – 04:40 (Richard Rodgers, Lorenz Hart)
5. Gee Baby Ain't Good to You – 05:01 (Don Redman, Andy Razaf)
6. I'm old Fashioned 03:33  (Jerme Kern, Johnny Merceer)
7. Sweet Lorraine – 05:28 (Clifford Burwell, Mitchell Parish)
8. My One And Only Love –  05:59 (Guy Wood, Rebert Melln)
9. Autumn Nocturne – 04:59 (Josef Myrow, Kim Gannon)
10. Blue Skies – 03:07 (Irving Berlin)

## Formazione
- Cassandra Wilson – voce
- Mulgrew Miller – pianoforte
- Terri Lyne Carrington – percussioni
- Lonnie Plaxico – basso acustico